# Manfred Gruber
Manfred Gruber (Bad Gastein, 1º maggio 1949) è un politico austriaco.

## Biografia
Esponente del Partito Socialdemocratico d'Austria, nel 1979 (per altre fonti dal 1981) era stato eletto per la prima volta nel consiglio comunale della sua città natale, Bad Gastein, entrando in giunta due anni dopo.
Nel 1984 fu eletto anche al Landtag del Salisburghese, mantenendo l'incarico per dieci anni, finché non venne eletto sindaco di Bad Gastein per due mandati. Aveva in precedenza (1989-1994) ricoperto anche la carica di vicesindaco, che tornò a ricoprire nella consiliatura 2004-2009, dopo esser stato sconfitto al ballottaggio dal candidato della ÖVP.
Durante il suo secondo mandato da borgomastro fu eletto al Bundesrat come rappresentante del Salisburghese.
Della camera alta è stato presidente per il semestre dal 1º gennaio al 30 giugno 2007.